# Bríza

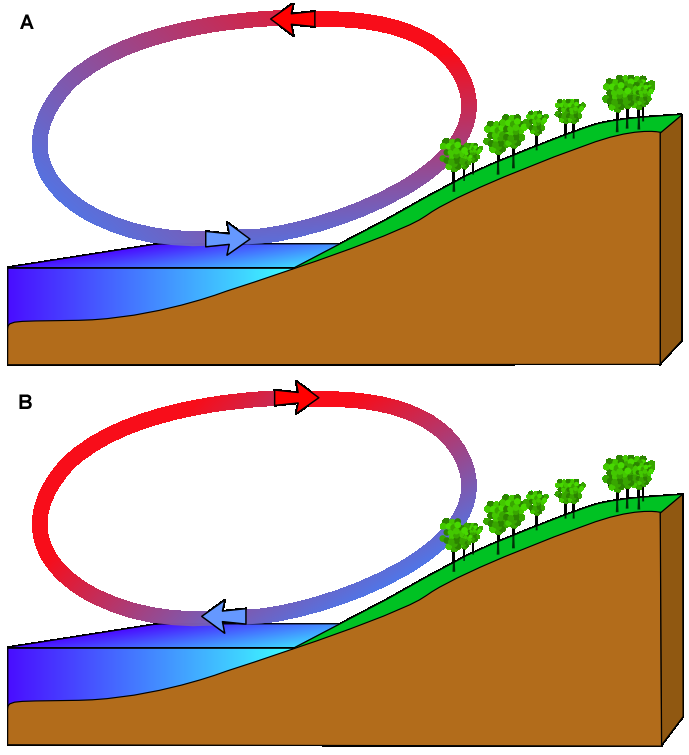
(A) Mořská bríza a (B) zemská bríza

Bríza (též katabatický vítr) je pravidelný vítr vznikající díky rozdílu teploty vzduchu ve dne a v noci.

## Vznik brízy

### Mořská bríza
Bríza vzniká stejně jako téměř každý vítr díky rozdílu tlaku na dvou různých místech. Bríza je specifická tím, že rozdílu tlaku je dosaženo díky rozdílným teplotám nad velkou vodní plochou a pevninou.
V noci si vodní plocha zachovává své teplo déle než pevnina. Vzduch nad pevninou je studenější a tlačí se pod vzduch nad vodní plochou, který je teplejší a stoupá vzhůru, kde se stáčí nad pevninu a postupně se ochlazuje.
Naopak přes den se pevnina ohřívá rychleji a odpoledne se zvedá bríza v opačném směru – studený vzduch se tlačí pod teplejší vzduch nad pevninou.
Z meteorologického hlediska lze brízu přirovnat k postupu studené fronty. Tento efekt je pozorovatelný nejen na moři, ale i na větších vodních plochách – například na Kaspickém jezeře.

### Horská bríza
Horská bríza se odborně nazývá katabatický vítr a vane v noci směrem do údolí. Tento vítr je slabší než mořská bríza. Horská bríza vzniká pouze za klidného počasí bez větší oblačnosti.

### Městská bríza
Městská bríza je specifické proudění vzduchu vyskytující se v nočních hodinách. V letních měsících nastává proudění z periferie do centra a teplý vzduch ustupuje nahoru, protože se vzhledem k charakteru materiálů použitých v městské zástavbě není schopen ochladit. Periferie ovšem často generují větší objemy škodlivin a ty se v noci s městskou brízou přesunují do městských center. Podobným ale méně dynamickým jevem jsou městské tepelné ostrovy.

## Další informace
Bríza je vítr v historii hojně využívaný příbřežními rybáři. Brzy ráno vypluli na moře s větrem v zádech a odpoledne se stejně vraceli k pobřeží. Na moři působí bríza do vzdálenosti 10–30 kilometrů.
V některých oblastech může bríza působit proti převládajícím větrům a její síla je díky tomu podstatně nižší, popřípadě nemusí být vůbec pozorovatelná.
Bríza se řadí mezi takzvané lokální větry.